# Ablabesmyia rimae
Ablabesmyia rimae är en tvåvingeart som beskrevs av Harrison 1991. Ablabesmyia rimae ingår i släktet Ablabesmyia och familjen fjädermyggor.
Artens utbredningsområde är Etiopien. Inga underarter finns listade i Catalogue of Life.